# 永安博特溪蟹
永安博特溪蟹（学名：Bottapotamon yonganense）为溪蟹科博特溪蟹属的动物。在中国大陆，分布于福建等地，常生活于山溪支流石块下、水流清而缓以及周围灌木掩蔽而阴暗。其生存的海拔范围为600至700米。